# 後文字社會
後文字社會（Postliterate society），亦有譯作後文學社會是指一個當社會發展至多媒體技術的應用已普及至無需文字（Literacy）繼續存在的虛講社會理論。在這個虛構的環境裡，讀寫也變得不再重要，使文字不再需要存在。在一些流行科幻小說或電影裡，亦有借用這一理論來構想未來世界，例如：《伊利昂》。
後文字社會與前文字社會的境況完全不同：前文字社會的人還未發現怎樣讀和寫；但後文字社會的人卻是已經超越了讀寫的層面。至於以甚麼方法來超越，其實沒有甚麼固定的形式，有可能以影像、聲音來傳遞信息，又或者以更複雜的方式。後文字社會的出現，有時被認為是社會接近技术奇异点的一個象徵。

## 與現代社會的關係
由於純文字的媒體已愈來愈少，跨媒體的內容愈來愈多，對跨媒體內容的解讀能力缺失，其實已間接促成功能性文盲。因此，在某些地區的教育制度裡，已加入針對有關解讀跨媒體內容的能力。例如在紐西蘭的語文教育就加入有視覺素養（Visual literacy）的元素，日本的教育亦有加入媒體素養，此外還有跨媒體素養（Transmedia literacy）等各種元素。

## 參看
- 非語意寫作（Asemic writing）
- 電腦仲介傳播（Computer-mediated communication，簡稱CMC）
- 電影
- 多重對話性（Multilogue）
- 多媒體文學
- 口述歷史
- 電台
- 電視研究
- 資訊素養：視覺素養（Visual literacy） - 媒體素養 - 超媒體素養（Transmedia literacy）

## 外部連結
- Postliteracy.org （页面存档备份，存于）
- Asemic Magazine （页面存档备份，存于）
- The New Post-Literate （页面存档备份，存于）